# Gibberosus myersi
Gibberosus myersi är en kräftdjursart som först beskrevs av Harold Hall McKinney 1980.  Gibberosus myersi ingår i släktet Gibberosus och familjen Megaluropidae. Inga underarter finns listade i Catalogue of Life.